# Halcón Ciego
Halcón Ciego es un thriller urbano de intriga y espionaje narrado a través de callejones y lugares abandonados de la ciudad de Valencia constantemente rodeados por el sonido de los trenes y el tráfico. 
Halcón Ciego se estrenó en el festival valenciano de cine Cinema Jove  en 2018.

## Sinopsis
Eduardo (Héctor Juezas), un joven sin trabajo apenas puede pagar el alquiler de su piso. Su situación cambia cuando Esteban (Pep Sellés), el arrendador, le propone un extraño trabajo: Seguir de cerca y registrar todo lo que haga Olga, una abogada que parece estar metida en problemas.

## Reparto
- Héctor Juezas como Eduardo
- Pep Sellés  como  Esteban
- Maribel Bravo  como  Olga
- Enric Juezas como  Eduardo  (MAYOR)
- Raul  Julve como  Romeo
- Javier Rodrigo como  Ladrón.

## Ficha técnica
- Dirección: Marino Darés
- Guion: Marino Darés
- Producción: Jorge Acosta
- Música: Ricardo Curto
- Diseño de vestuario: Paloma de Luis
- Producción ejecutiva: Elvira Valero
- Sonido: Fernando Gisbert[6]